# Сухой, Владимир Игнатьевич
Владимир Игнатьевич Сухой (укр. Володимир Гнатович Сухий; 2 мая 1939, Днепродзержинск, Днепропетровская область — 2010, Жёлтые Воды, Днепропетровская область) — советский шахтёр, бригадир буровой бригады Восточного горно-обогатительного комбината Министерства среднего машиностроения СССР, Днепропетровская область.  Полный кавалер Ордена Трудовой Славы и знака «Шахтёрская слава». Почётный горняк СССР.

## Биография
Родился 2 мая 1939 года в рабочей семье в городе Днепродзержинск. В 1949 году окончил начальную школу в селе Тарасаво-Шевченково Краснокаменского района Кировоградской области и в 1952 году — неполную среднюю школу в селе Ленино-I Краснокаменского района. В 1955 году получил среднее образование в селе Краснокаменка, после чего поступил на учёбу в ПТУ № 8 в Днепродзержинске, которое окончил в 1957 году. С 1957 по 1960 год служил в Советской Армии в составе Группы советских войск в Германии.
После армии поселился в городе Жёлтые Воды, где устроился бурильщиком на шахте «Новая» Восточного горно-обогатительного комбината. В 1966 году назначен бригадиром бурильщиков. Бригада Владимира Сухого использовала новаторский метод бурения, во время которого двое бурильщиков обслуживали четыре станка, что привело к значительному увеличению производительности труда. Начиная с 1981 года бригада ежегодно перевыполняла производственный план.
В 1963 году вступил в КПСС. Избирался делегатом XXVII съезда КПСС и XXVI съезда КПУ.
С октября 1986 года работал мастером производственного обучения при комбинате.
После выхода на пенсию проживал в городе Жёлтые Воды, где скончался в 2010 году.

## Награды
- Орден Трудовой Славы I, II, III степеней (29.03.1976; 10.03.1981; 08.08.1986)
- Знак «Шахтёрская Слава» трёх степенeй
- Почётный гражданин города Жёлтые Воды[1]
- Почётный горняк СССР